# Cape Cod Crusaders
El Cape Cod Crusaders fue un equipo de fútbol de los Estados Unidos que alguna vez jugó en la USL Premier Development League, la cuarta liga de fútbol más importante del país.

## Historia
Fue fundado en el año 1994 en la ciudad de Buzzards Bay, Massachusetts y estuvo en varias ligas como la USISL en sus primeros 5 años de existencia. Desde 1999 estuvo en la estructura de la USL y para 2001 jugó en la USL Premier Development League descendiendo de manera voluntaria, en su periodo más exitoso, esto porque llegó a ganar dos títulos de liga y varios títulos divisionales y de conferencia, convirtiéndose en uno de los equipos más poderosos a nivel amateur. El club estaba afiliado a la Massachusetts Premier Soccer, organización dedicada a promover el fútbol en el estado de Massachusetts.
También cambió de estadio para jugar de local en varias ocasiones, jugando en 8 estadios a lo largo de su historia, todos del estado de Massachusetts, aunque no pudo estabilizar una sede fija. El club jugó en la USL Premier Development League hasta el año 2008 luego de desaparecer al finalizar la temporada.

## Palmarés
- USL Premier Development League: 2

2002, 2003
- USL PDL Conferencia del Este: 2

2002, 2003
- USL PDL Northeast Division: 2

2005, 2007
- USL PDL New England Division: 2

2006, 2008

## Temporadas
| Año  | División | Liga                 | Temporada Regular  | Playoffs                   | US Open Cup  |
| ---- | -------- | -------------------- | ------------------ | -------------------------- | ------------ |
| 1994 | 3        | USISL                | 3º, Northeast      | Semifinales Divisionales   | No participó |
| 1995 | 3        | USISL Pro League     | 4º, Coastal        | Semifinales Divisionales   | No clasificó |
| 1996 | 3        | USISL Select League  | 5º, North Atlantic | No clasificó               | No clasificó |
| 1997 | 3        | USISL D-3 Pro League | 7º, Northeast      | No clasificó               | No clasificó |
| 1998 | 3        | USISL D-3 Pro League | 4º, Northeast      | Semifinales Divisionales   | No clasificó |
| 1999 | 3        | USL D3-Pro League    | 7º, Northern       | No clasificó               | 1.ª Ronda    |
| 2000 | 3        | USL D3-Pro League    | 6º, Northern       | No clasificó               | 2.ª Ronda    |
| 2001 | 4        | USL PDL              | 6º, Northeast      | No clasificó               | 2.ª Ronda    |
| 2002 | 4        | USL PDL              | 2º, Northeast      | Campeón                    | No clasificó |
| 2003 | 4        | USL PDL              | 2º, Northeast      | Campeón                    | No clasificó |
| 2004 | 4        | USL PDL              | 2º, Northeast      | Semifinales de Conferencia | 3.ª Ronda    |
| 2005 | 4        | USL PDL              | 1º, Northeast      | Semifinales de Conferencia | No clasificó |
| 2006 | 4        | USL PDL              | 1st, New England   | Final de Conferencia       | 1.ª Ronda    |
| 2007 | 4        | USL PDL              | 1st, Northeast     | Final de Conferencia       | No clasificó |
| 2008 | 4        | USL PDL              | 1st, New England   | Semifinal de Conferencia   | No clasificó |

## Estadios
- Dennis Yarmouth High School Stadium, South Yarmouth, Massachusetts (1994–2003)
- Barnstable High School Stadium, Hyannis, Massachusetts (2004–2007)
- Nauset Regional High School Stadium, North Eastham, Massachusetts 1 juego (2005)
- Weymouth High School Stadium, Weymouth, Massachusetts 1 juego (2006)
- Whitman-Hanson Regional High School Stadium, Whitman, Massachusetts 3 juego (2007–2008)
- Massachusetts Maritime Academy Stadium, Buzzards Bay, Massachusetts (2008)
- Bridgewater-Raynham Regional High School Stadium, Bridgewater, Massachusetts 1 juego (2008)
- Bowditch Stadium, Framingham, Massachusetts 1 juego (2008)

## Jugadores

### Jugadores destacados
| - Dwight Barnett - Félix Brillant - David Bulow - Evan Bush - Edens Chery - Kevin Gnatiko - Bryan Harkin - Neil Jones - Yan Klukowski - Neil Krause | - Eoin Lynch - David Mahoney - Jason Massie - Drew McAthy - Ryan McCrossan - Kurt Morsink - Joseph Ngwenya - Stanley Nyazamba - Scott Palguta - Troy Perkins | - Ryan Johnson - Ricardo Pierre-Louis - Ricky Schramm - Nathaniel Short - Dan Stratford - Joel Thiessen - Luke Vercollone - Joey Worthen - Andrew Wright - Ethan Zohn |